# 동일본 여객철도 107계 전동차
동일본 여객철도 107계 전동차(일본어: JR東日本107系電車)는 동일본 여객철도의 직류 통근형 전동차이다.

## 제조 경위
1980년대 말 경 닛코 선이나 료모 선과 같은 간토 북부의 지선구의 보통열차에는 급행열차의 폐지에 의해 전용되었던 165계 급행형 전동차가 많이 사용되었다. 그러나 새로이 만든 후 20년 이상을 지나 노후화가 진행되고 있던 뒤에, 데크 부착 측면 2도어인 차체구조가 큰 난관이었다. 특히 아침 저녁의 혼잡 때에는 승객을 다룰 수 없을 뿐만 아니라, 3량 편성이 최저 단위인 것으로 하루의 폐쇄 시에는 수송력 과잉으로 되어 있다. 이와 같은 비교율인 상황을 타파했기 때문에 일본국유철도 분할 민영화에 의해 발족한지 얼마 되지 않은 JR 동일본에서 바람직한 것은, 시간대의 수요에 유연하게 대응하는 차량의 개발이다.
거기에 탄생했던 것이 본계열이다. 쿠모하 107형과 쿠하 106형의 2량 편성을 기본으로 해서, 2량, 4량, 6량과 수요에 대응해서 수송력을 조사하는 일이다. 또한, 제조 코스트의 감소를 도모하기 위해 165계의 폐차부터 발생했던 주전동기, 대차, 보조전원장치, 브레이크 제어장치, 공기 압축기, 냉방장치 등 주요 기구를 재사용한 것 외에 차체 제조기술의 유지향상을 겸해 오미야 공장(현 오미야 종합 차량센터), 오오이 공장(현 도쿄 종합 차량센터) · 오후나 공장·니쓰 차량소(현 니쓰 차량 제작소)·나가노 공장(현 나가노 종합 차량센터)등 자사 공장의 제조로 된 것도 특필되었다.

## 구조

### 차체 · 접객 설비
차체 형상은, 일본국유철도(국철)가 1981년에 새롭게 제작했던 105계 0번대에 준하고 있어, 20m 급의 보통강제 차체에 반자동식의 쌍여닫이문을 편측 3곳에 설치되어 있다. 장래의 1인 승무 운전을 고려해서 승객용 출입문은 105계와 비교해 약간 차단부에 설치되고 있지만, 2008년 시점으로 1인 승무 운전 대응개조는 실시되지 않고 있다. 객실차창은 하강식의 1개창을 출입문 사이로 2개와, 도어포켓 창을 설치하고 있다. 1989년제의 100번대 2차 도입분부터는 도어포켓 창을 폐지한 뒤에 하강창을 3개로 하여 719계로 분리했던 창으로 나뉘었다.
전면도 105계에 준했던 관통형이지만 전조등·미등의 배치가 수직 방향부터 수평 방향으로 바뀌어 인상이 다르다. 배장기는 105계와 달라서 새롭게 제조된 때부터 장착되고 있어 전기 연결기 부분을 피하는 형태로 좌우로 분할했던 형상으로 되어 있다.
좌석은 쿠하 106형의 화장실로 마주하는 부분을 제외해서 전좌석 롱시트였지만, 장시간의 승차를 고려하여 좌면의 깊이를 확보해서 자연히 깊은 위치로 앉게되는 '브릿지 시트'로 불리는 형상이다. 1인분의 구획을 명확화하여 좌석의 정원승차를 촉구하는 부차적 효과도 지닌다.
냉방장치는 쿠모하 107형으로 집중식의 AU79A형을 1기, 쿠하 106형에는 165계의 폐차발생품인 분산식의 AU13E형을 6기 탑재하고 있다. 이 관계로 차내의 천장구조가 다르게 되어 있어 쿠모하 107형은 평천정의 라인 플로어 취출식, 쿠하 106형은 장치 개별의 직접 송풍식으로 되어 있다.

### 전기 관계
주회로는 119계에 준했던 억속 발전제동 부착의 1M 방식으로 165계의 주전동기(MT54)를 재사용했던 것부터, 주전동기는 4개 영구직렬, 저항제어· 약진자 제어로 되어 있다. 주제어기는 경사 구간에서의 운용에 대응하기 위해 역행·억속시에도 노치로 제어가 가능한 CS54B형으로 115계나 165계 등과 함께 병결 가능한 구조이다.
집전 방식(팬터그래프)은 국철형 전동차의 표준형식인 PS16형으로, 쿠모하 107형에 탑재한다. 기어비는 5.60이다.

### 브레이크 장치
제동 장치는, SELD 대응 하중장치 부착 발전제동 병용 전자직통제동으로 165계부터의 발생품에서 대응 하중장치를 부가하여 재사용되고 있다.

### 대차
대차는 165계에서의 발생품을 재사용하고 있어 쿠모하 107형은 DT32(DT32B)형, 쿠하 106형은 TR69(TR69B)형이다. DT32형에서는 차체중량의 증가에 의해 굴대 용수철을 새로운 설계의 것으로 교체하여 정차역이 많은 운용으로의 가감속 빈도 향상에 대응하기 위해 기어비를 4.21에서 5.60으로 변경해서 기동가속도를 향상하고 있다. 운전대 쪽의 대차 전위에는 제설기를 탑재한다.

## 번대 개설

### 0번대
닛코 선의 165계 치환용으로 2량 편성 8대(16량)가 1988년 6월에 투입되었다.
경사가 많은 같은 노선 구내로의 공전 대책으로 쿠모하 107형의 정면 하부 좌우로 모래상자를 부착하여 대차에 모래 투하장치를 탑재한다. 한랭지에서 사용되는 것부터 동계의 가공 전선 상취용으로 팬터그래프를 전위로 증설하여 2기를 탑재한다. 쿠모하 107-4-8의 5량은 신 제조때부터 서리제거용 팬터그래프를 탑재해(집전기능도 가짐) 기존의 쿠모하 107-1-3에도 1998년에 추가 탑재되었다(여기서는 서리제거용으로 집전기능을 가지지 않는다. 외관상 2기의 팬터그래프를 연결하는 인통선이 없는 점이지만, 신제조 때부터 서리제거용 팬터그래프를 탑재하고 있던 그룹과 다르다). 호우에 의한 속도 제한시 사용되는 15km/h 전용 스위치가 탑재되어 있다. 이것은 기기류 가열을 더해 눌러 파손을 방지하기 위한 장치이다.
차체의 도장은 공모에 의한 결정이었다. 아이보리지에 '닛코 스기나미키'를 이미지했던 녹색으로 닛코 선의 머리글자 'N'을 취급하여 원포인트로 '간바시'를 이미지했던 빨간색을 전위 막판부로 배치한 것이다.
2008년 3월부터 차체에 스티커가 첨부되어 2009년 3월부터는 N2편성으로 외부 도색의 변경이 실시되었다. 차체 윗부분이 아이보리, 아랫 부분이 클래식 루비브라운, 그 경계에 금색의 띠를 감기는 도장으로 되어 있다. 차량 전면 관통문에는 중앙부에 'Nikko Line'의 문자, 그 상부의 닛코 역, 그 하부에 편성마다 다른 닛코의 상징을 본뜬 스티커가 제출되어 차량 측면에는 헤드마크와 같은 디자인의 닛코 역사, 닛코의 상징을 본뜬 엠블렘을 배치한다. 각 편성마다 다른 디자인 마크의 내용은 이하와 같다.
- N1 편성: 닛코 우키스게
- N2 편성: 간바시
- N3 편성: 닛코 스기나미키
- N4 편성: 난타이 산과 주젠호
- N5 편성: 게곤노타키
- N6 편성: 단풍과 유가와 강
- N7 편성: 네무리 네코
- N8 편성: 산자루

### 100번대
다카사키 지사 관내의 지역 운송용으로 2량 편성 19대(38량)이 1988년 - 1990년에 제조되었다.
모래 뿌리는 장치나 서리제거 팬터그래프는 탑재되어있지 않고, 내설제동을 장비한다. 1989년 이후에 2차 도입분(106-119)은 도어포켓 창을 폐쇄하고 차체의 창문을 변경하고 있다. 차체 도색은 아이보리지에 녹색과 분홍색을 창 아래에 통한 것이다.
우스이 고개(신에쓰 본선 요코카와 - 가루이자와 간 · 우스이 고개) 통과 대책이 대비되어 식별을 위해 측면방식표기 직전에 40mm경의 환인표기(G마크: '●'표기)가 붙여졌다. 1997년의 이 구간 폐지후에는 이 표기를 순차 제거하고 있다.
옆의 우스이 고개 대책 전동차와는 달리 중량의 큰 전동차 쿠모하 107형이 산쪽(가루이자와 방향)을 향하는 배치로 사용되고 있다.

## 운용 · 현황

### 기본 번대
2량 편성 8대(16량)가 오야마 차량 센터에 배치되어 이하의 구간에서 사용하고 있다.
- 닛코선(우쓰노미야 - 닛코)
- 도호쿠 본선(우쓰노미야선) (고가네이 - 우쓰노미야) ※ 과거에는 구로이소까지 운용이 존재했다.

### 100번대
2량 편성 19대(38량)가 다카사키 차량 센터에 배치되어 이하의 구간에서 사용하고 있다.
- 조에쓰선(다카사키 - 미나카미)
- 아가쓰마선(다가사키 - 시부카와 - 오마에)
- 신에쓰 본선(다카사키 - 요코카와)
- 료모선(다카사키 - 신마에바시 - 오야마)
- 도호쿠 본선(우쓰노미야선) (오야마 - 구로이소) ※ 료모 선과의 직통 운용으로 1회 왕복만 상호 운행한다.
  - 기본번대와 100번대는 병결가능이다. 차량수급의 관계부터 상호의 대출이 실시되어 차량수가 적은 기본번대의 대체로서 100번대를 닛코 선에서 사용하는 사례가 주요하다.